# Іртиш (футбольний клуб, Павлодар)
«Іртиш» (каз. Ертіс ФК, рос. ФК Иртыш) — казахстанський футбольний клуб із Павлодара, заснований 1965 року. Клуб був одним з найуспішніших у країні з часу проголошення незалежності: «Іртиш» 5 разів здобував чемпіонство та жодного разу до 2020 року не покидав найвищий дивізіон. На міжнародній арені найбільшим успіхом клуба був півфінал Ліги чемпіонів Азії 2001 року.

## Попередні назви
- 1965: «Іртиш»
- 1968: «Трактор»
- 1993: «Ансат»
- 1996: «Іртиш»
- 1999: «Іртиш-Бастау» (спонсор)
- 2000: «Іртиш»

## Історія
У травні 2020 року команда знялася з розіграшу чемпіонату Казахстану через фінансові проблеми. 21 вересня 2022 року клуб офіційно визнано банкрутом.
В березні 2022 року вболівальники клубу фанати вирішили відродити «Іртиш» і створити своє громадське об'єднання «Спортивний клуб Іртиш 2022».

## Досягнення
Чемпіонат Казахстану
- Чемпіон (5):  1993, 1997, 1999, 2002, 2003

Кубок Казахстану
- Володар кубка (1): 1998

## Виступи в континентальних кубках
| Сезон     | Змагання                | Раунд               | Клуб             | Вдома | На виїзді | В сукупності |
| --------- | ----------------------- | ------------------- | ---------------- | ----- | --------- | ------------ |
| 1994–95   | Азійська ліга чемпіонів | Попередній раунд    | Нефтчі Фергана   | 0–3   |           |              |
| 1994–95   | Азійська ліга чемпіонів | Попередній раунд    | Копетдаг         | 0–2   |           |              |
| 1994–95   | Азійська ліга чемпіонів | Попередній раунд    | Сітора Душанбе   | 4–0   |           |              |
| 1994–95   | Азійська ліга чемпіонів | Попередній раунд    | Алга             | 0–1   |           |              |
| 1998–99   | Азійська ліга чемпіонів | Перший раунд        | Копетдаг         | 1–4   | 3–0       | 4–41         |
| 1999–2000 | Азійська ліга чемпіонів | Перший раунд        | Пахтакор         | 7–0   | 2–5       | 9–5          |
| 1999–2000 | Азійська ліга чемпіонів | Другий раунд        | Варзоб           | 4–0   | 1–0       | 5–0          |
| 1999–2000 | Азійська ліга чемпіонів | 1/4                 | Аль-Хіляль       | 0–2   |           |              |
| 1999–2000 | Азійська ліга чемпіонів | 1/4                 | Персеполіс       | 0–1   |           |              |
| 1999–2000 | Азійська ліга чемпіонів | 1/4                 | Аль-Шорта        | 2–3   |           |              |
| 2000–01   | Азійська ліга чемпіонів | Перший раунд        | Ніса             | 3–1   | 2–1       | 5–2          |
| 2000–01   | Азійська ліга чемпіонів | Другий раунд        | Варзоб           | 4–1   | 3–2       | 7–3          |
| 2000–01   | Азійська ліга чемпіонів | 1/4                 | Аль-Хіляль       | 0–0   |           |              |
| 2000–01   | Азійська ліга чемпіонів | 1/4                 | Персеполіс       | 0–0   |           |              |
| 2000–01   | Азійська ліга чемпіонів | 1/4                 | Аль-Іттіхад      | 2–1   |           |              |
| 2000–01   | Азійська ліга чемпіонів | 1/2                 | Джубіло Івата    | 0–1   |           |              |
| 2000–01   | Азійська ліга чемпіонів | Матч за третє місце | Персеполіс       | 0–2   |           |              |
| 2003–04   | Ліга чемпіонів          | 1КР                 | Омонія           | 1–2   | 0–0       | 1–2          |
| 2009–10   | Ліга Європи             | 1КР                 | Галадаш          | 2–1   | 0–1       | 2–2 (г)      |
| 2011–12   | Ліга Європи             | 1КР                 | Ягеллонія        | 2–0   | 0–1       | 2–1          |
| 2011–12   | Ліга Європи             | 2КР                 | Металург Руставі | 0–2   | 1–1       | 1–3          |
| 2013–14   | Ліга Європи             | 1КР                 | Левські          | 2–0   | 0–0       | 2–0          |
| 2013–14   | Ліга Європи             | 2КР                 | Широкі Брієг     | 3–2   | 0–2       | 3–4          |
| 2017–18   | Ліга Європи             | 1КР                 | Дунав            | 1–0   | 2–0       | 3–0          |
| 2017–18   | Ліга Європи             | 2КР                 | Црвена Звезда    | 1–1   | 0–2       | 1–3          |
| 2018–19   | Ліга Європи             | 1КР                 | Тракай           | 0–1   | 0−0       | 0–1          |

1 Іртиш був виключений зі змагань за використання двох незаявлених гравців.

## Українські гравці
У сезоні 2013-2014 років за клуб виступав захисник Ігор Чучман.